# Balm bei Messen

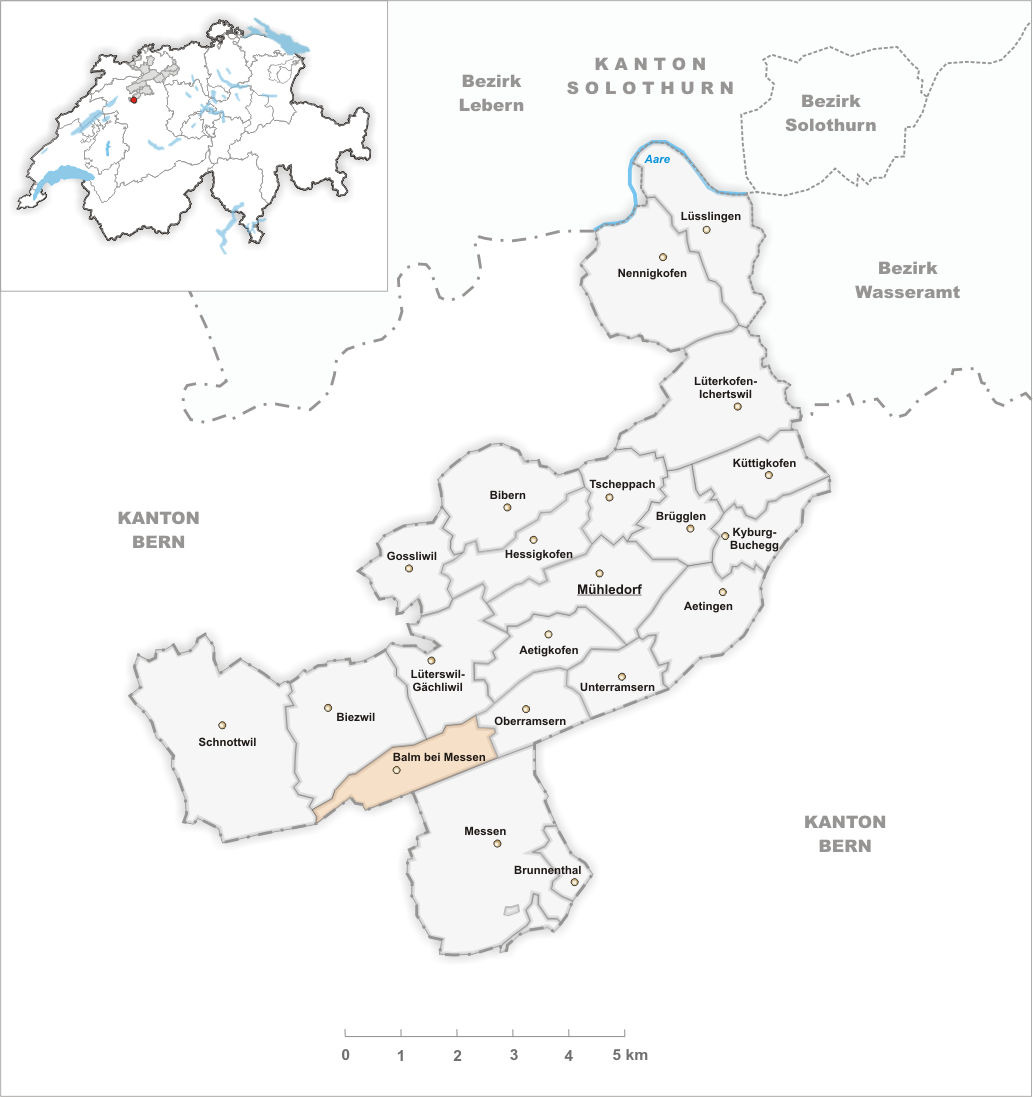
Gemeindestand vor der Fusion am 1. Januar 2010

Balm bei Messen ist eine Ortschaft in der Gemeinde Messen im Schweizer Kanton Solothurn.
Auf den 1. Januar 2010 fusionierten die vormaligen Gemeinden Balm bei Messen, Brunnenthal, Messen und Oberramsern zur neuen Gemeinde Messen.

## Geographie
Balm bei Messen liegt auf 476 m ü. M., 14 km südwestlich des Kantonshauptortes Solothurn (Luftlinie). Das Haufendorf erstreckt sich auf dem kleinen Schwemmfächer, den der Dorfbach am Südfuss des Bucheggbergs am Rand der Ebene des Limpachtals gebildet hat, im Solothurner Mittelland.
Die Fläche des 2,2 km² grossen ehemaligen Gemeindegebiets umfasste einen Abschnitt im äussersten Südwesten des Solothurner Mittellandes. Die südliche Grenze verlief entlang des kanalisierten Limpachs. Von hier erstreckte sich der Gemeindeboden nach Norden über die auf 469 m ü. M. liegende, landwirtschaftlich intensiv genutzte Ebene des Limpachtals und auf die anschliessenden Molassehöhen des Bucheggbergs. Der steile Waldhang östlich des Dorfbachs wird Balmberg genannt, während derjenige westlich des Baches Rechtsamenwald heisst. Die höchste Erhebung von Balm bei Messen wird mit 646 m ü. M. auf dem so genannten Rapperstübli, dem Standort der ehemaligen Burg Balmegg, erreicht. Von der ehemaligen Gemeindefläche entfielen 1997 5 % auf Siedlungen, 33 % auf Wald und Gehölze, 61 % auf Landwirtschaft und etwas weniger als 1 % war unproduktives Land.
Nachbargemeinden von Balm bei Messen waren Schnottwil, Biezwil, Lüterswil-Gächliwil, Oberramsern und Messen im Kanton Solothurn sowie Ruppoldsried und Wengi im Kanton Bern.

## Bevölkerung
Mit 102 Einwohnern (Stand 31. Dezember 2008) gehörte Balm bei Messen zu den kleinsten Gemeinden des Kantons Solothurn. Von den Bewohnern sind 98,2 % deutschsprachig, 0,9 % französischsprachig. Die Bevölkerungszahl von Balm bei Messen belief sich 1850 auf 167 Einwohner, 1900 auf 148 Einwohner. Im Verlauf des 20. Jahrhunderts pendelte die Bevölkerungszahl im Bereich zwischen 140 und 180 Einwohnern, bevor in der zweiten Hälfte durch starke Abwanderung ein deutlicher Bevölkerungsrückgang verzeichnet wurde. Seit 1990 bleibt die Einwohnerzahl ziemlich konstant bei etwa 110 Personen.

## Wirtschaft
Balm bei Messen war bis in die zweite Hälfte des 20. Jahrhunderts ein vorwiegend durch die Landwirtschaft geprägtes Dorf. Mit der Melioration der Limpachebene und der Korrektion des Baches in den Jahren 1939 bis 1951 wurde wertvolles Kulturland gewonnen. Noch heute haben der Ackerbau und der Obstbau sowie die Viehzucht einen wichtigen Stellenwert in der Erwerbsstruktur der Bevölkerung. Weitere Arbeitsplätze sind im lokalen Kleingewerbe und im Dienstleistungssektor vorhanden. In den letzten Jahrzehnten hat sich das Dorf auch zu einer Wohngemeinde entwickelt. Viele Erwerbstätige sind deshalb Wegpendler, die hauptsächlich in den Regionen Solothurn und Bern arbeiten.

## Verkehr
Das Dorf liegt abseits der grösseren Durchgangsstrassen an einer Verbindungsstrasse von Lohn-Ammannsegg entlang dem Südfuss des Bucheggberges nach Grossaffoltern. Durch einen Postautokurs, welcher die Strecke vom Bahnhof Lohn-Lüterkofen nach Messen bedient, sowie durch den Rufbus Bucheggberg ist Balm bei Messen an das Netz des öffentlichen Verkehrs angeschlossen.

## Geschichte
Das Gebiet von Balm bei Messen war schon in der Jungsteinzeit besiedelt, was durch Funde von neolithischen Steinbeilen nachgewiesen werden konnte. Die erste urkundliche Erwähnung des Ortes erfolgte 1254 unter dem Namen de Balmo. Später erschienen die Bezeichnungen in Balm (1275) und Balme (1276). Das Wort Balm ist vermutlich keltischer Herkunft und bedeutet «Felshöhle, stark überhängender Fels».
Im Mittelalter gehörte Balm bei Messen zur Herrschaft Balmegg. Die Ursprünge der Burg Balmegg, die sich auf dem Rapperstübli oberhalb des Dorfes befand, liegen weitgehend im Dunkeln. Vermutlich wurde die Burg von den Herren von Buchegg im 13. Jahrhundert gegründet und später einem zähringischen Dienstmannengeschlecht überlassen. Nachdem diese Ministerialen ausgestorben waren, fiel die Herrschaft 1276 an die Grafen von Buchegg zurück. Weil der Burgherr einem Mörder Zuflucht gewährte, wurde die Burg Balmegg 1311 von den Bernern zerstört, danach wiederaufgebaut und im Burgdorferkrieg 1383 erneut verwüstet.
Zusammen mit Buchegg gelangten das Dorf Balm und die Herrschaft Balmegg 1391 durch Kauf an Solothurn und wurden der Vogtei Bucheggberg zugeordnet. Bis 1798 lag die hohe Gerichtsbarkeit beim bernischen Landgericht Zollikofen, während Solothurn mit dem Gerichtsort Messen die niedere Gerichtsbarkeit ausübte. Nach dem Zusammenbruch des Ancien Régime (1798) gehörte Balm bei Messen während der Helvetik zum Distrikt Biberist und ab 1803 zum Bezirk Bucheggberg.
Mit Wirkung auf den 1. Januar 2010 fusionierte Balm bei Messen mit Brunnenthal, Messen und Oberramsern zur neuen Gemeinde Messen.

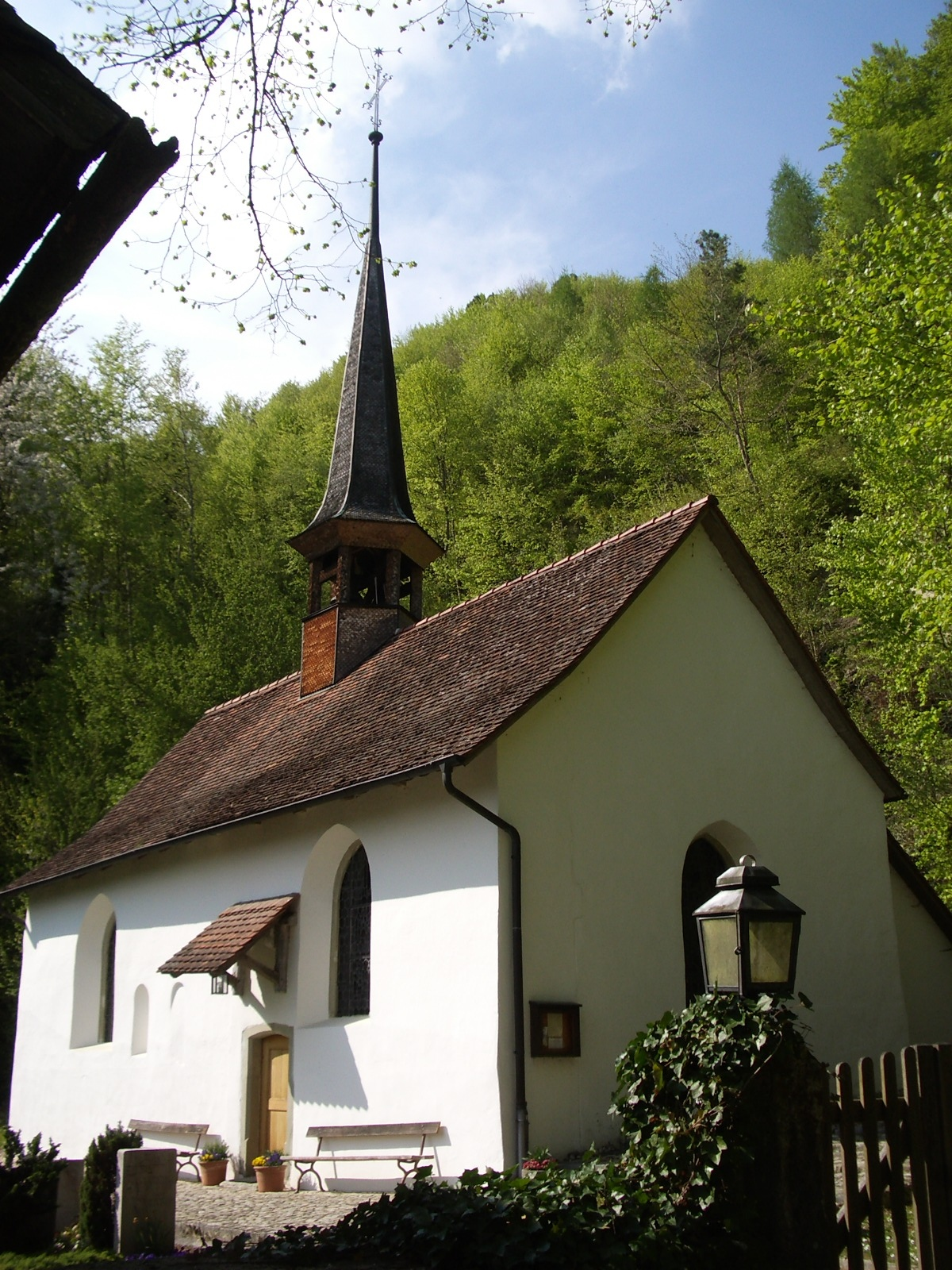
Balmkirchli von 1522
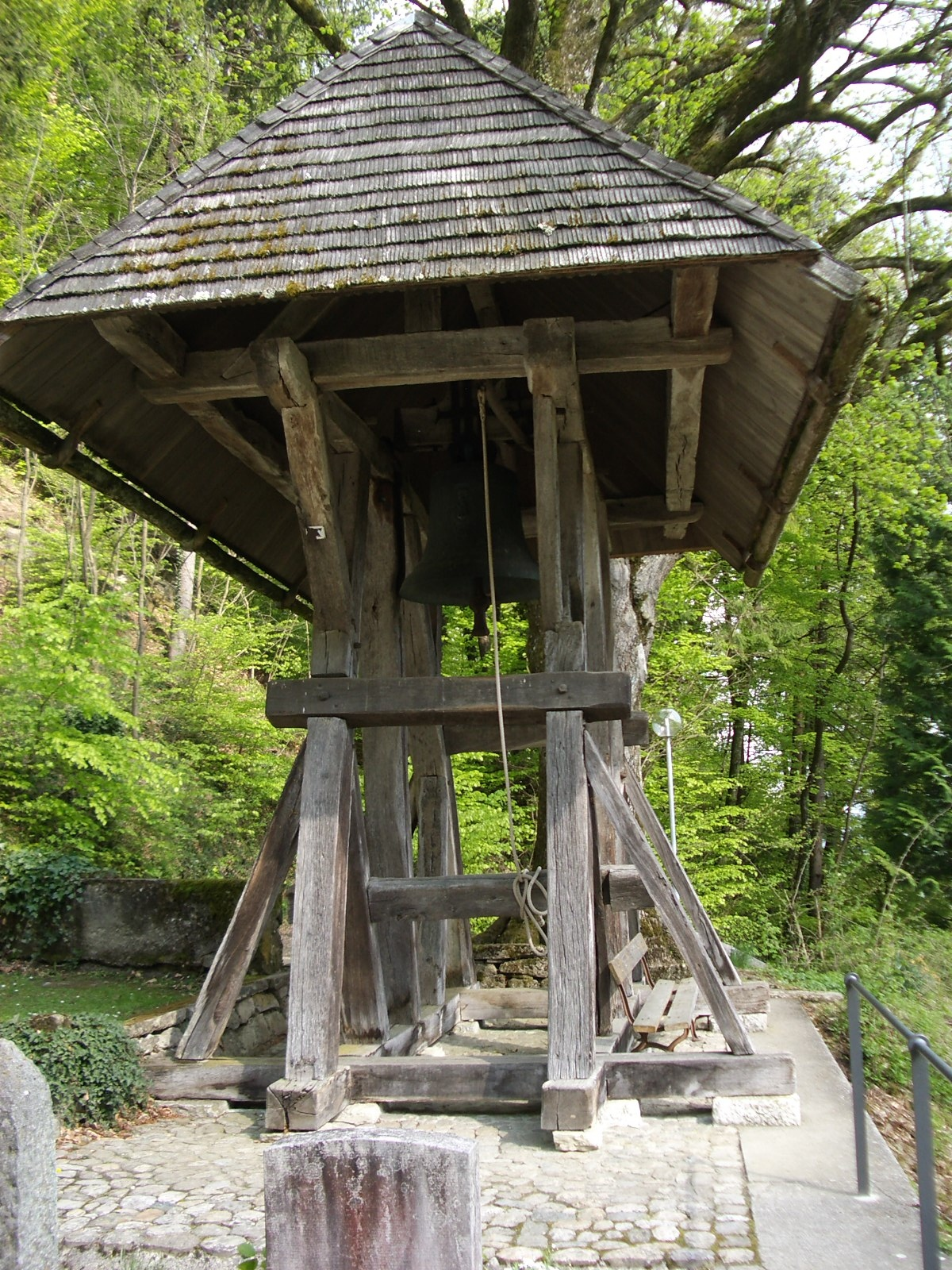
Offener Glockenturm mit Schindeldach
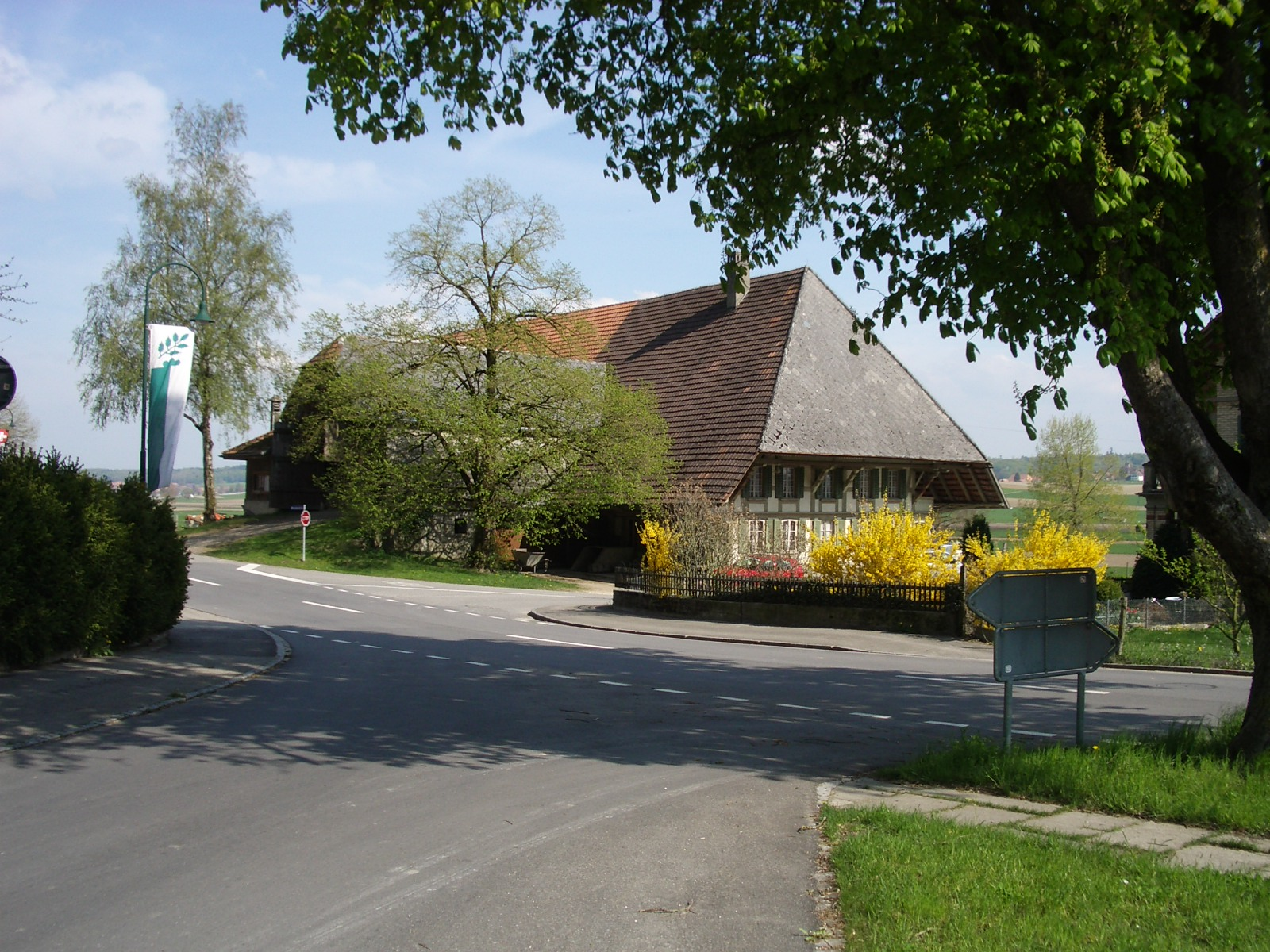
Bauernhaus mit Scheunenauffahrt
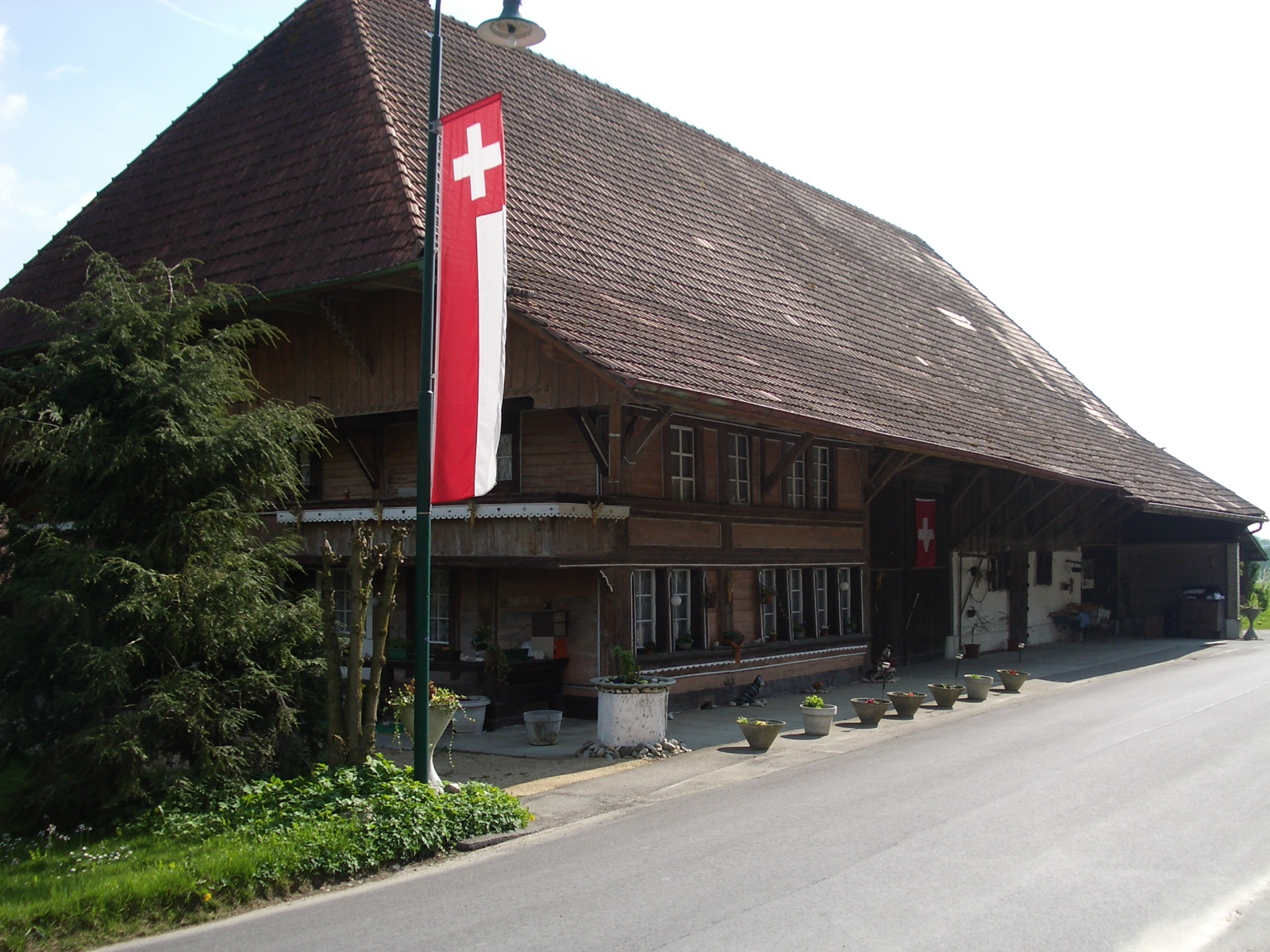
Ortstypisches Bauernhaus an der Hauptstrasse
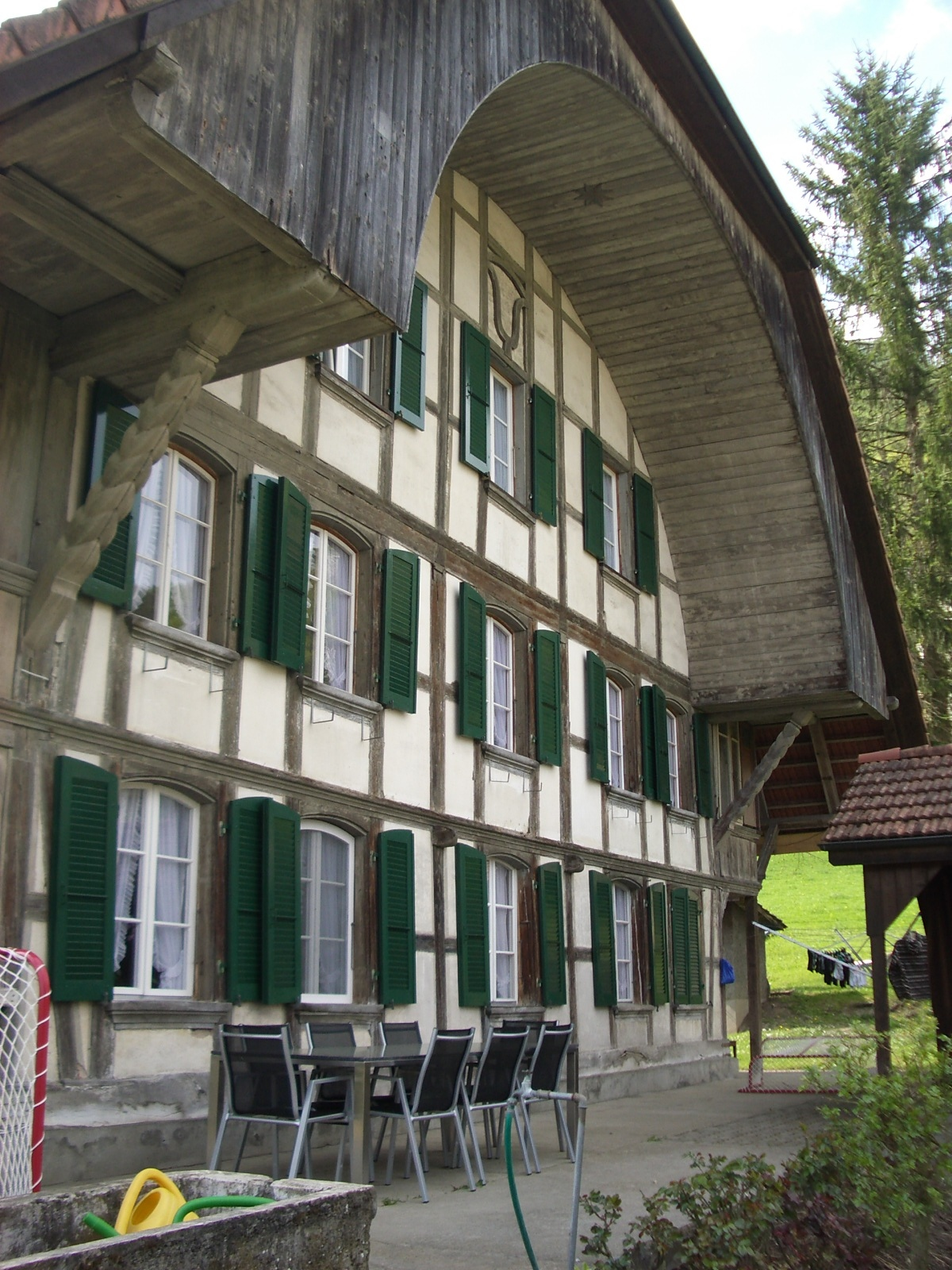
Walmdach mit Bogen

## Sehenswürdigkeiten
- Am Waldrand oberhalb des Dorfes steht das Balmkirchli, das 1522 an der Stelle früherer Gotteshäuser neu erbaut wurde. Es ist eine Filialkirche der reformierten Pfarrei Messen.[1]
- Balm bei Messen hat mehrere stattliche Bauernhäuser aus dem 17. bis 19. Jahrhundert im bernischen Stil mit grossen Walmdächern bewahrt.
- Von der Burg Balmegg sind nur noch wenige Reste zu sehen.
- Wohnstock der bäuerlichen Elite des 19. Jahrhunderts.[2]

## Wappen
In Weiss über grünem Dreiberg ein grüner sechsblättriger schräglinker Stechpalmenzweig.